# St. Anna (Stendal)

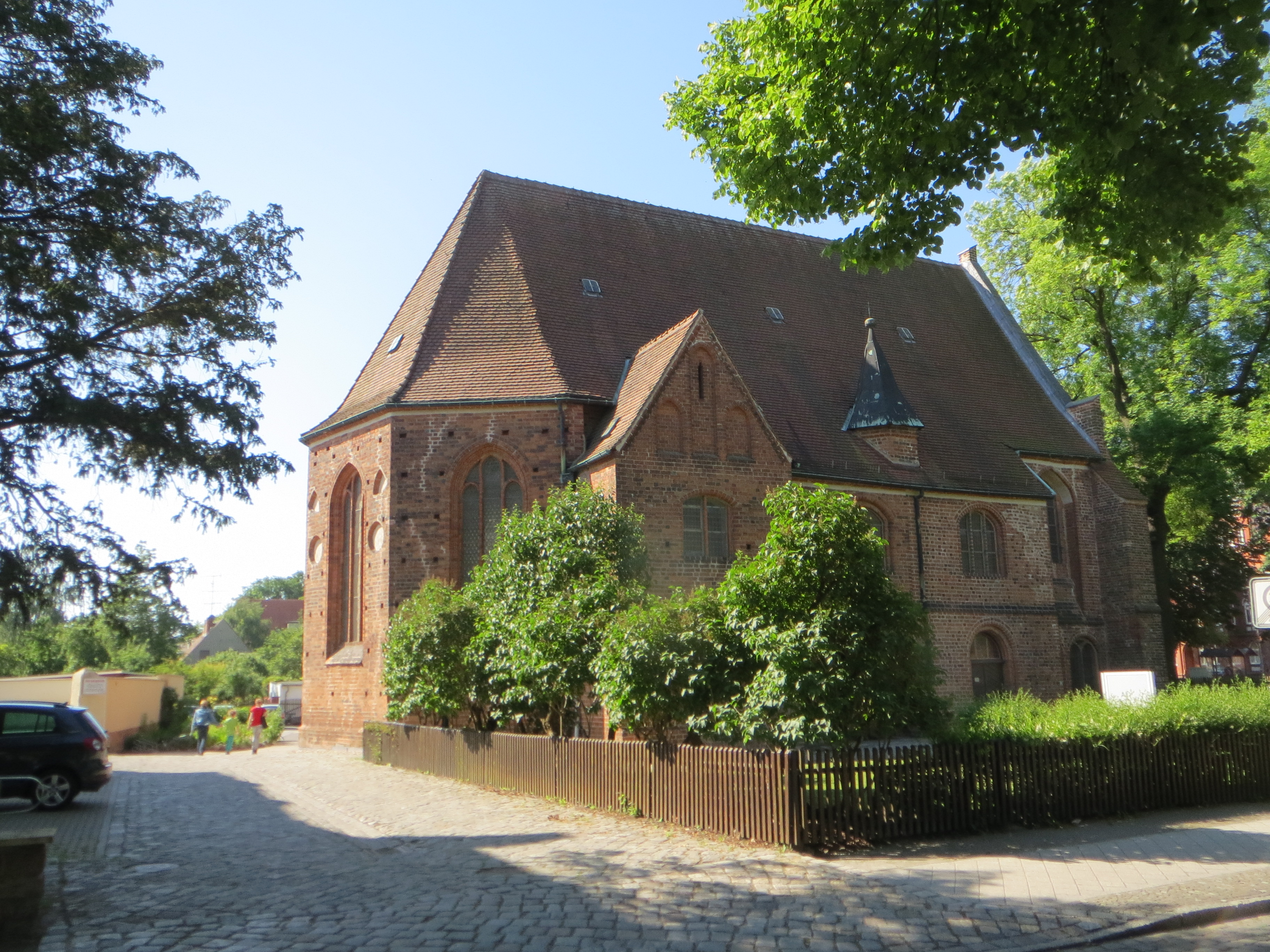
Nordseite

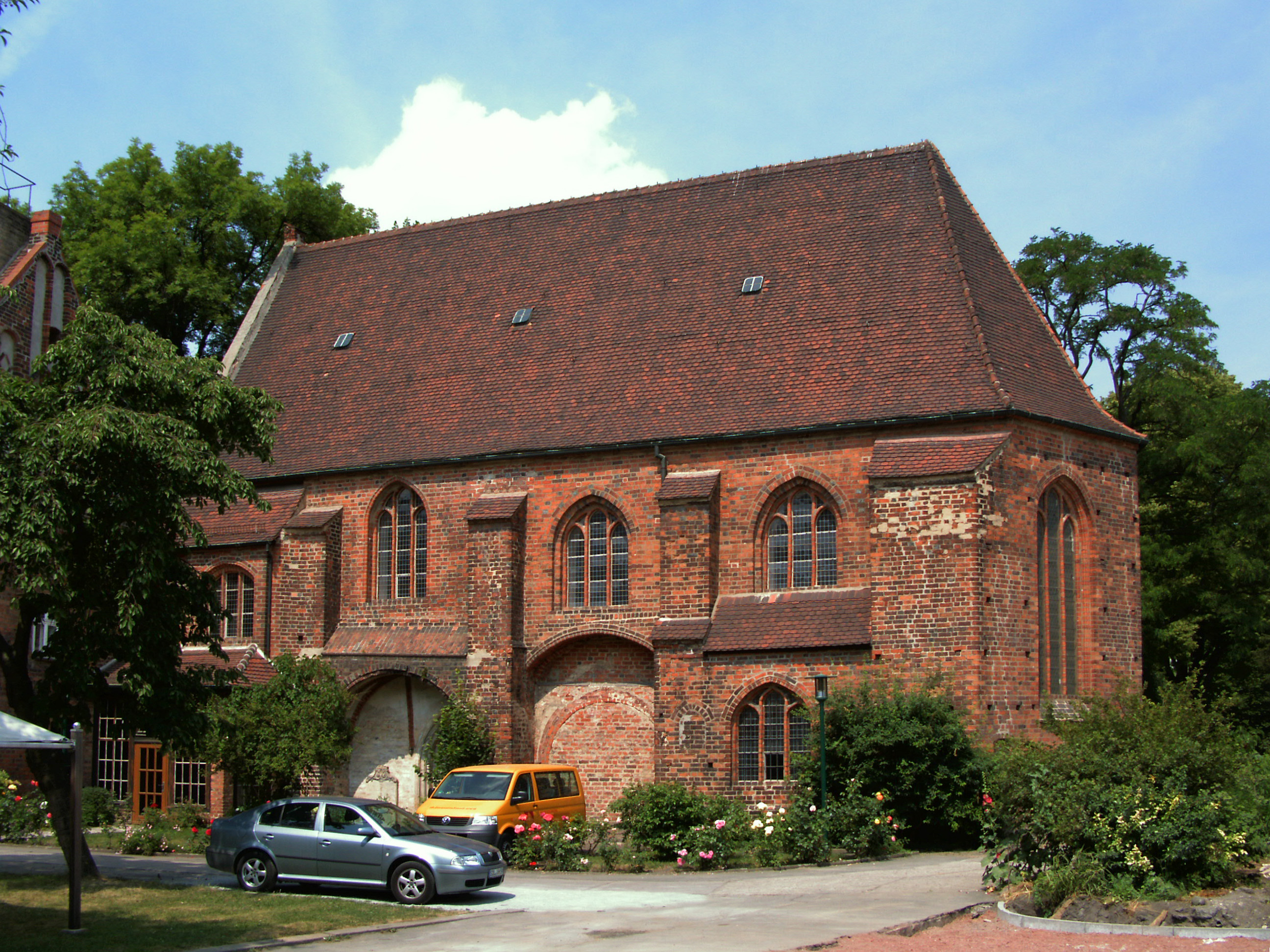
Südseite

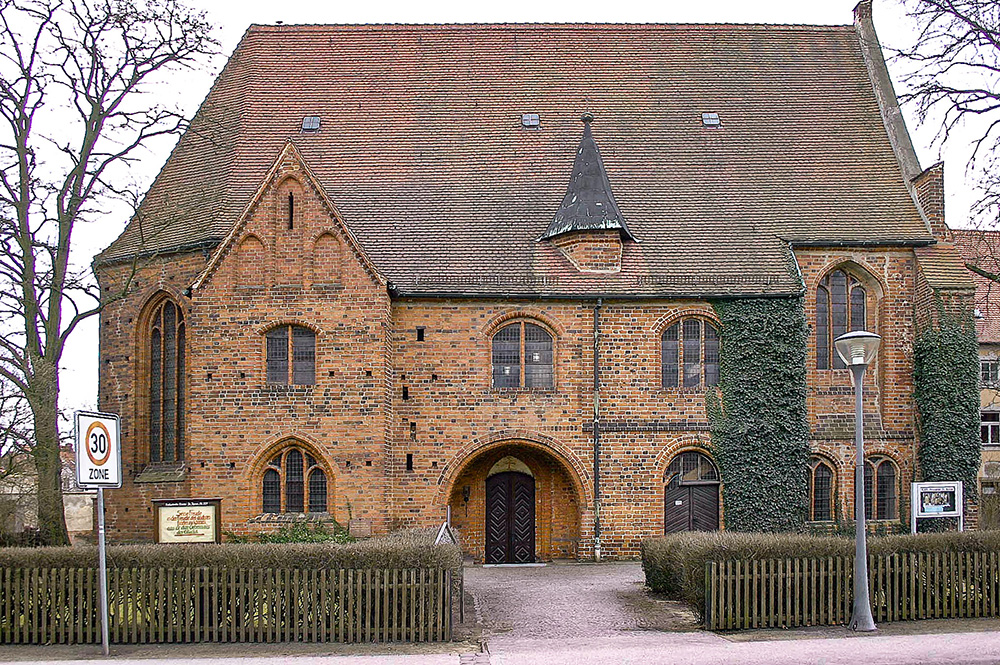
Nordwestseite

Die Kirche Sankt Anna ist die katholische Kirche in Stendal, der Kreisstadt des gleichnamigen Landkreises im Norden von Sachsen-Anhalt. Die nach der heiligen Anna, der Mutter Mariens, benannte Kirche befindet sich am Mönchskirchhof. Sie ist Sitz der Pfarrei St. Anna in der Pastoralregion Altmark des Bistums Magdeburg.

## Geschichte

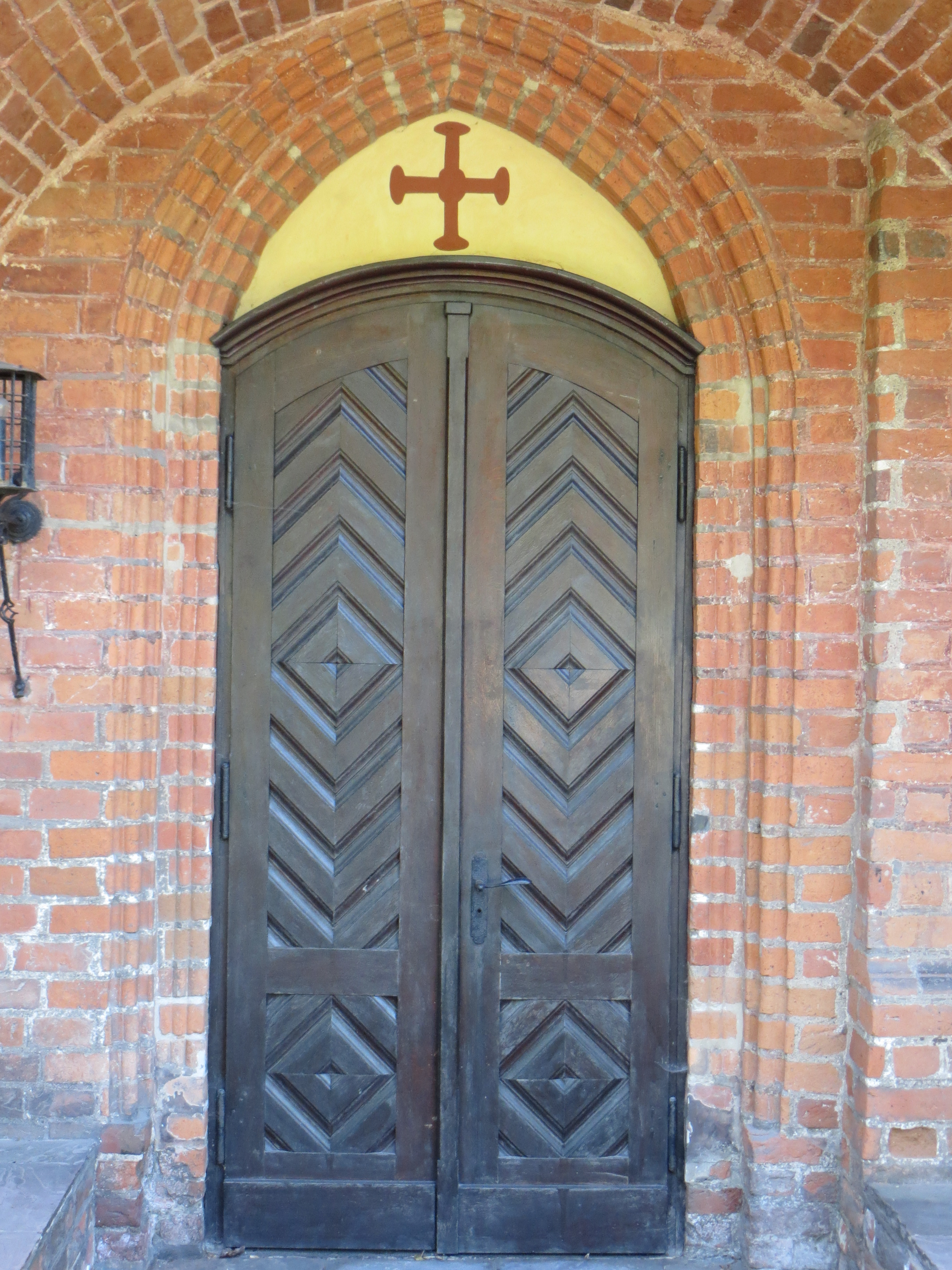
Nordportal

1460 wurde vermutlich mit dem Bau von Kirche und Franziskanerinnenkloster begonnen, und 1461 die Kirche geweiht.
1539 nahm die Stadt Stendal unter Joachim II., Markgraf von Brandenburg, die Confessio Augustana an. Im Zuge der Reformation wurde um 1540 das Kloster aufgelöst und 1541 aus ihm ein evangelisches Damenstift. Das katholische Leben in Stendal erlosch.
Um 1700 kamen wieder Katholiken nach Stendal. Es handelte sich um Soldaten, für die ab 1739 in verschiedenen profanen Räumen Stendals katholischer Gottesdienst durch Geistliche des Benediktinerklosters Ammensleben gehalten wurde. Ab 1784 wurde dafür die Kirche St. Anna genutzt.
Nach der 1804 erfolgten Säkularisation des Klosters Ammensleben ließ sich 1808 Benediktus Greb, einer der Benediktinerpatres aus Ammensleben, in Stendal als Pfarrer nieder, und 1810 wurde die Pfarrei Stendal gegründet.
1821 erfolgte durch die Bulle De salute animarum eine Neuordnung der kirchlichen Verhältnisse in den preußischen Gebieten. Dabei wurde das Fürstbischöfliche Kommissariat für das Elbe-Saale-Departement aus dem Apostolischen Vikariat des Nordens herausgenommen und durch eine Real- und Personalunion mit dem preußischen Bistum Paderborn verbunden, dem von da an bis zur Gründung des Bistums Magdeburg auch die Pfarrei Stendal angehörte.
Von Mitte des 19. Jahrhunderts an vergrößerte sich die Zahl der Katholiken in der Magdeburger Börde durch zugezogene Arbeiter aus dem Eichsfeld, Schlesien und Polen, die in der Landwirtschaft und der neuentstehenden Zuckerrübenindustrie Beschäftigung fanden. Infolgedessen führte Bischof Konrad Martin 1867 für die Provinz Sachsen eine Dekanatsgliederung ein, wodurch Stendal zunächst zum Dekanat Magdeburg kam, aber wegen der großen Entfernungen der Altmarkpfarreien zu Magdeburg bereits 1868 Stendal Sitz eines eigenen Dekanates wurde, dem neben der Pfarrei Stendal auch die Missionspfarreien St. Michael (Gardelegen) und St. Lorenz (Salzwedel) zugeordnet wurden. Zur Pfarrei Stendal gehörten damals auch Giesenslage, Goldbeck, Osterburg, Seehausen, Tangermünde und Vaethen, wo in den folgenden Jahrzehnten eigene Kirchengemeinden gegründet und Kirchen erbaut wurden. 1907 wurde die Kirche St. Anna in Stendal von der katholischen Pfarrei Stendal angekauft.
Nach dem Zweiten Weltkrieg stieg die Zahl der Katholiken im Raum Stendal durch die Flucht und Vertreibung Deutscher aus Mittel- und Osteuropa so stark an, so dass es in Arneburg, Bismark, Kläden und Lüderitz zur Einrichtung von Kirchen und Kapellen und teilweise auch zur Gründung eigener Kirchengemeinden kam.
1960 wurde mit den Pfarreien Burg, Genthin, Gommern und Loburg das Dekanat Burg errichtet, dessen Pfarreien nach dessen Auflösung zum Dekanat Stendal kamen.
Von 1967 bis 1975 war Leo Nowak, der spätere Bischof des Bistums Magdeburg, als Vikar an St. Anna tätig. 1973 wurde die Kirche von einem Brand heimgesucht, bei dem das Dach mit dem damals noch vorhandenen Dachreiter, die Orgel und das Chorgestühl zerstört wurden. In der Wendezeit entstanden Kontakte zur St.-Bernward-Gemeinde im niedersächsischen Wolfsburg. Am 8. Juli 1994 wurde das Bistum Magdeburg gegründet, dem Stendal seitdem angehört.
Am 1. Februar 2007 wurde der Gemeindeverbund „Stendal – Bismark – Giesenslage – Goldbeck – Meßdorf – Osterburg“ errichtet, zu dem außer der Stendaler Kirche St. Anna auch die Kirchen Heilig Kreuz in Bismark, Unbefleckte Empfängnis in Giesenslage, St. Bernhard in Goldbeck, Hl. Maria von der Verkündigung in Meßdorf, St. Joseph in Osterburg, St. Johannes Baptist in Seehausen und St. Elisabeth in Tangerhütte gehörten. Damals gehörten zur Pfarrei Stendal rund 1280 Katholiken.
Am 2. Mai 2010 entstand aus dem Gemeindeverbund die heutige Pfarrei St. Anna. Die Kirchen in Bismark, Giesenslage, Goldbeck, Meßdorf, Seehausen und Tangerhütte wurden inzwischen profaniert. Die Volkszählung in der Europäischen Union 2011 zeigte, dass von den 119.204 Einwohnern des Landkreises Stendal 3.110, und somit rund 2,6 %, der römisch-katholischen Kirche angehörten.
Bis zur Auflösung der Dekanatsstrukturen im Bistum Magdeburg am 1. September 2023 war Stendal Sitz eines gleichnamigen Dekanates, es war das nördlichste Dekanat im Bistum Magdeburg und das flächenmäßig größte Dekanat in Deutschland. Seitdem gehört Stendal zur Pastoralregion Altmark. Da die Zahl der aktiven Gemeindemitglieder in der benachbarten Pfarrei St. Elisabeth, die ihren Sitz in Tangermünde hatte, zu gering geworden war, wurde die Pfarrei aufgelöst und ihre Gotteshäuser, die Dreifaltigkeitskirche in Tangermünde und die Schlosskapelle in Sandau, am 1. Januar 2025 der Pfarrei St. Anna (Stendal) angeschlossen.

## Architektur und Ausstattung

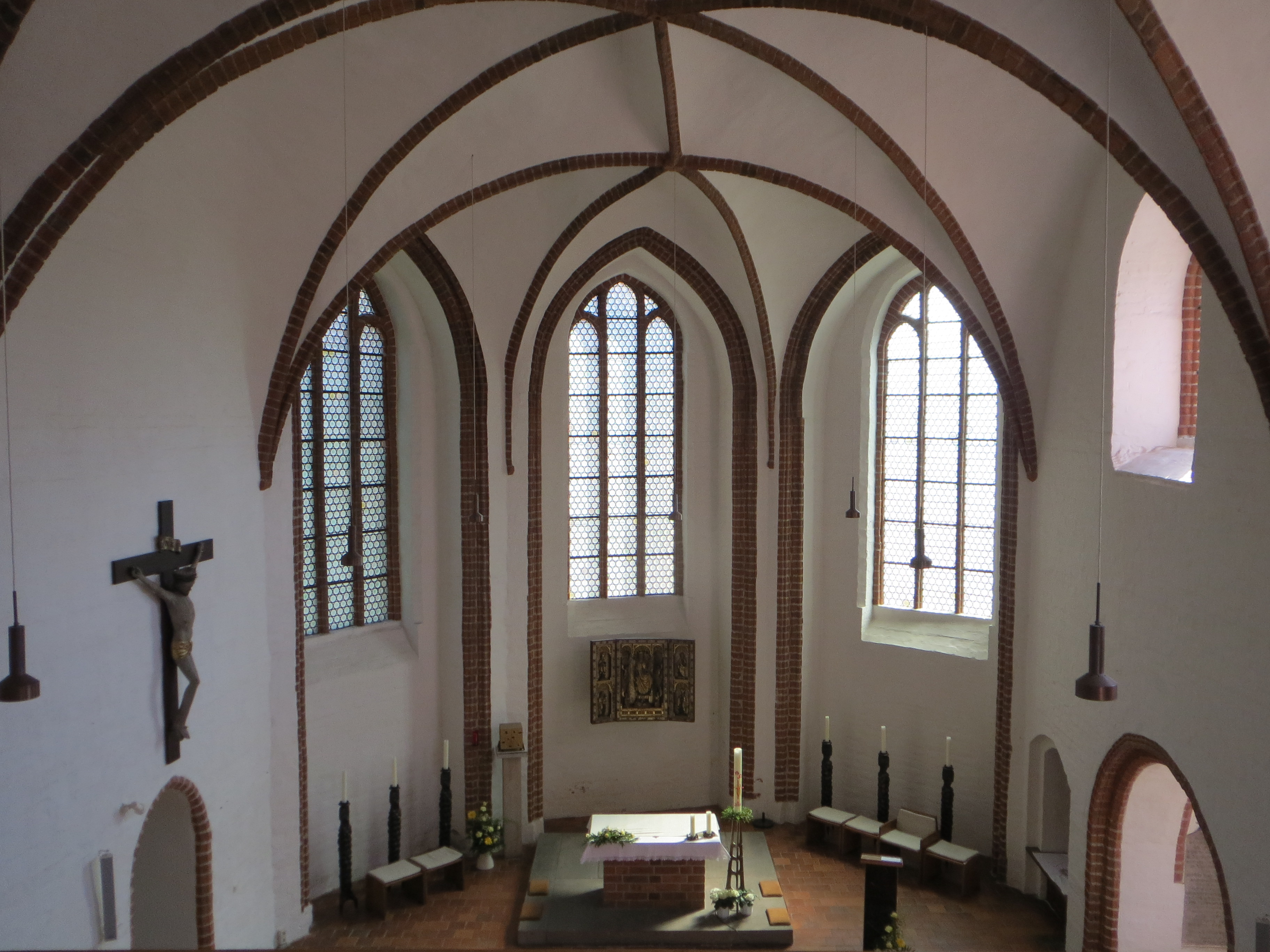
Blick in den Chorraum

Die einschiffige, geostete und heute turmlose Backsteinkirche wurde im Baustil der Spätgotik errichtet. Die Kirche hat vier Joche und einen dreiseitigen Chorschluss. Kreuzgewölbe überspannen das Ostjoch und den Chor.

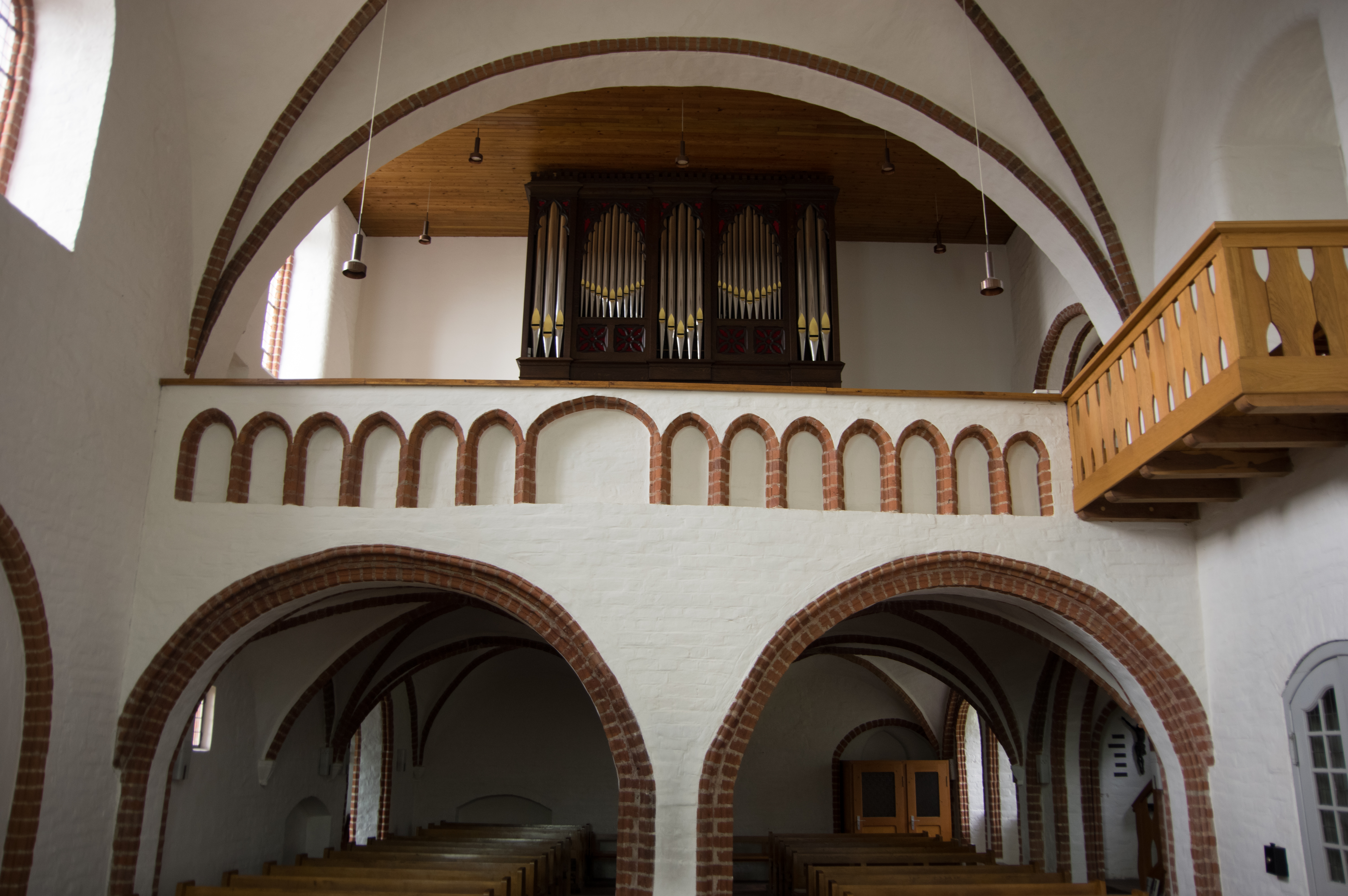
Empore mit Orgel

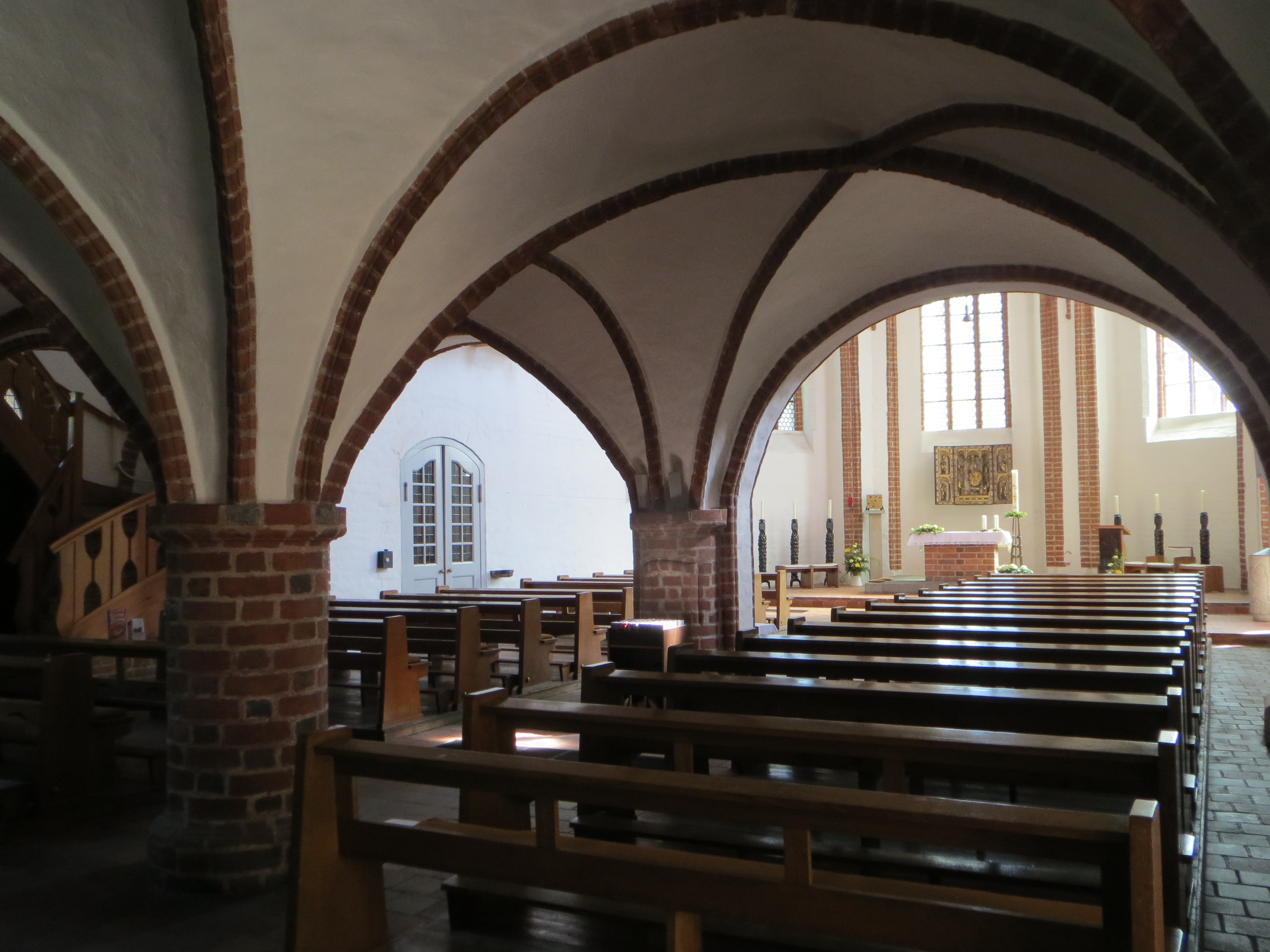
Unter der Empore

Die heutige Orgel wurde im Sommer 2014 installiert. Das Instrument hat 21 Register und 1068 Pfeifen. Es wurde 1870 von Thomas Joseph Frederick Robson für die St. Andrews Church im englischen Hastings erbaut. Infolge des 1970 erfolgten Abrisses dieser Kirche kam sie in eine Kirche in Prestbury, danach wurde sie 2010 vom niederländischen Orgelrestaurateur Fokke-Rinke Feenstra (Grootegast) erworben und 2014 für die Stendaler Kirche restauriert und umgebaut. In Stendal wurde sie am 12. Oktober 2014 von Bischof Gerhard Feige geweiht.
| I Great C–g3 |                  |         |
| 1.           | Open Diapason    | 08′     |
| 2.           | Stopped Diapason | 08′     |
| 3.           | Dulciana         | 08′     |
| 4.           | Principal        | 04′     |
| 5.           | Flute            | 04′     |
| 6.           | Twelfth 0        | 02 ⁄3′  |
| 7.           | Fifteenth        | 02′     |
| 8.           | Tierce 0         | 01 3⁄5′ |
| 9.           | Furniture II     |         |

| II Swell C–g3 |                  |     |
| 10.           | Double Diapason  | 16′ |
| 11.           | Open Diapason    | 08′ |
| 12.           | Stopped Diapason | 08′ |
| 13.           | Salicional       | 08′ |
| 14.           | Voix Celestes    | 08′ |
| 15.           | Principal        | 04′ |
| 16.           | Cornopean        | 08′ |
| 17.           | Oboe             | 08′ |

| Pedal C–f1 |           |     |
| 18.        | Open Wood | 16′ |
| 19.        | Bourdon   | 16′ |
| 20.        | Principal | 08′ |
| 21.        | Trombone  | 16′ |

- Koppeln: II/I, I/P, II/P.

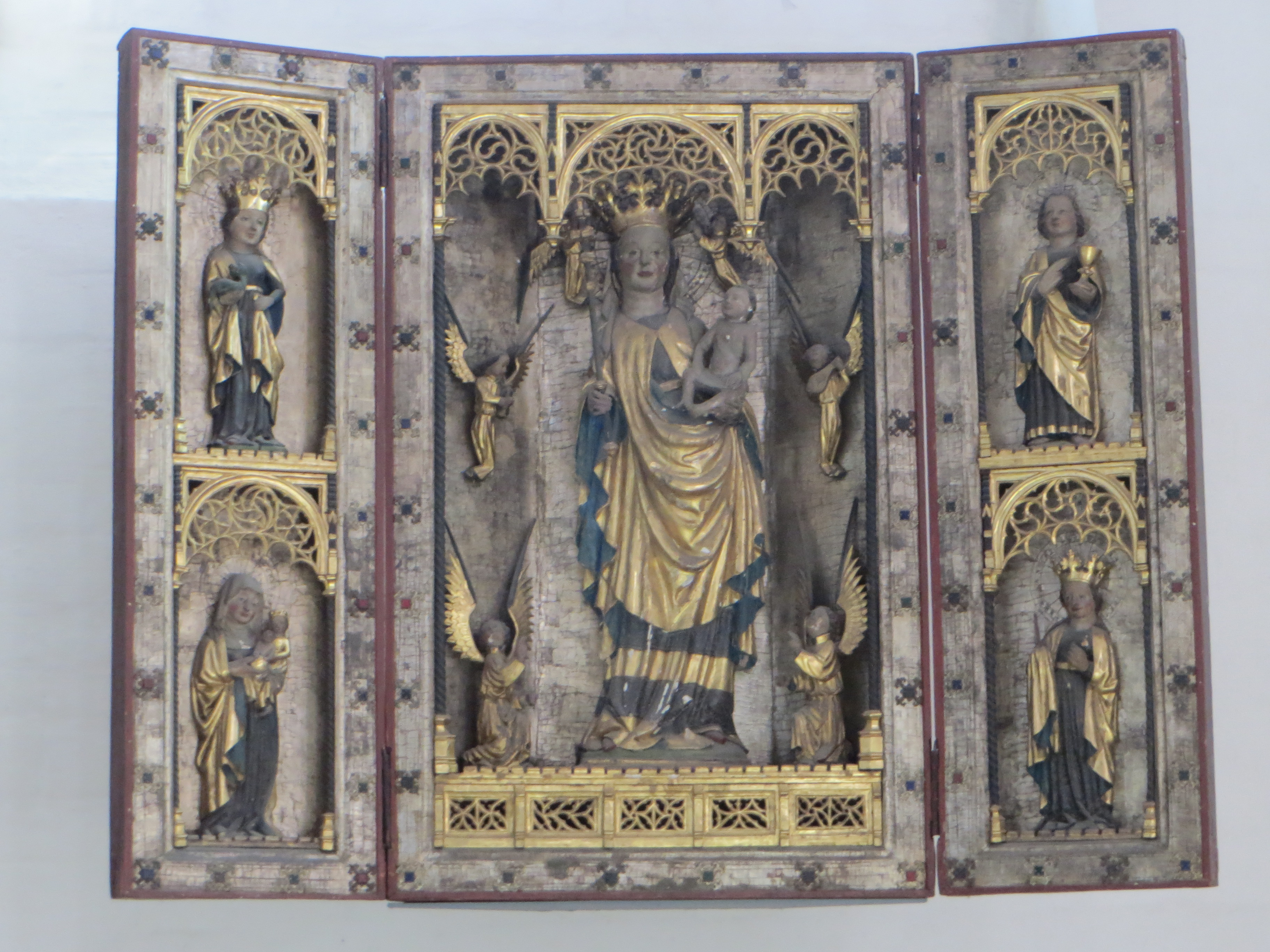
Flügelaltar
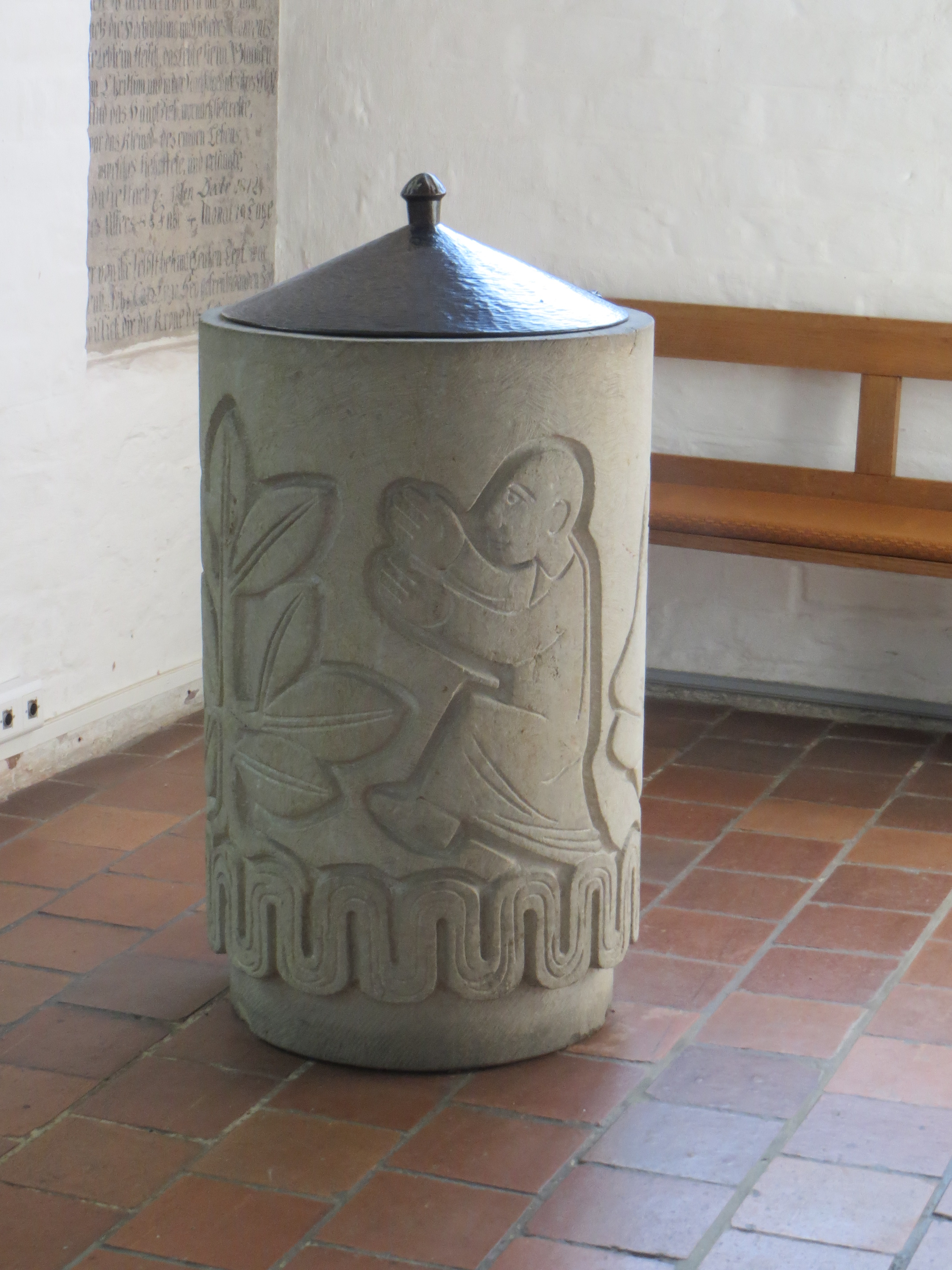
Taufstein
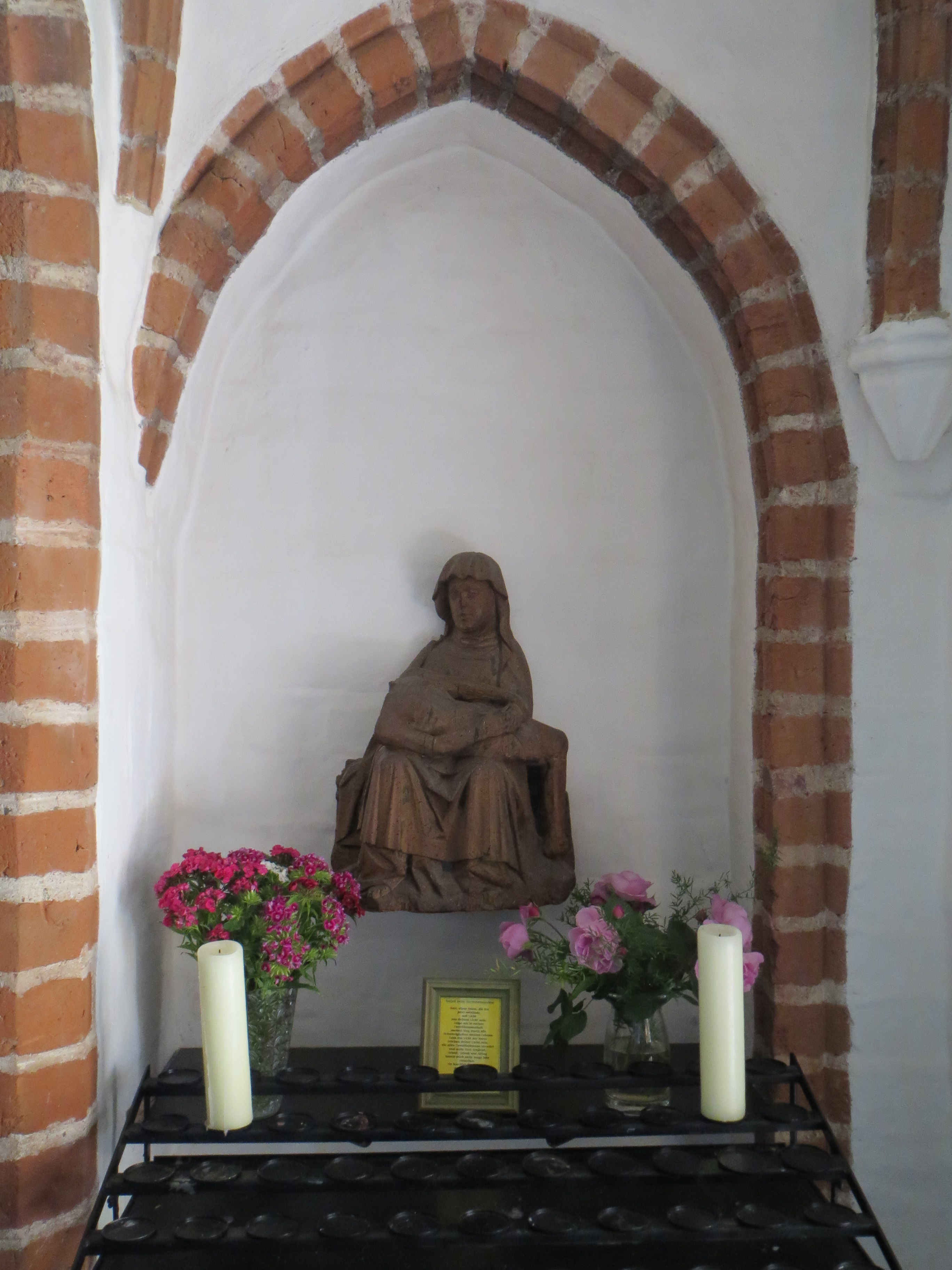
Pietà
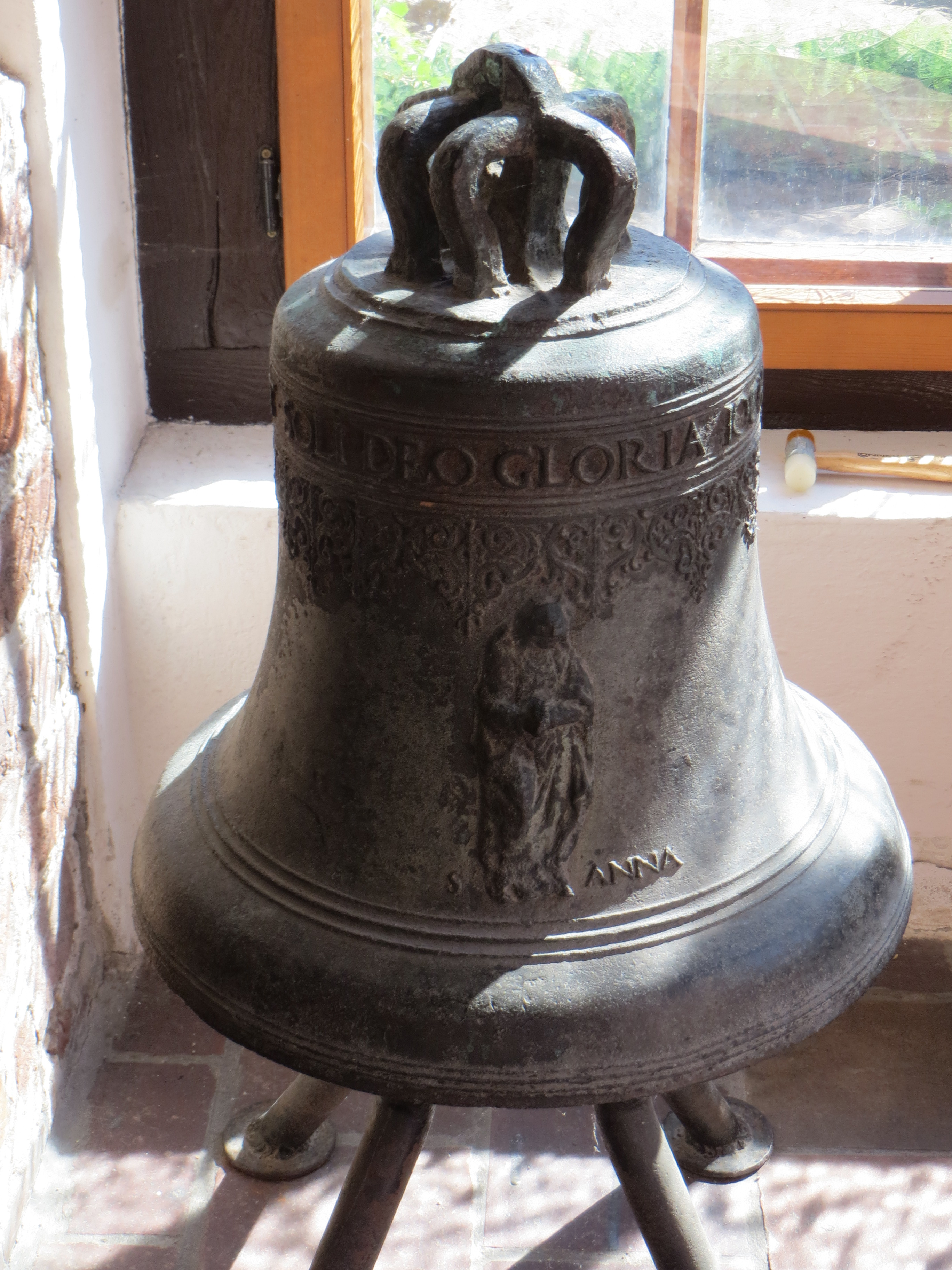
Glocke im Eingangsraum
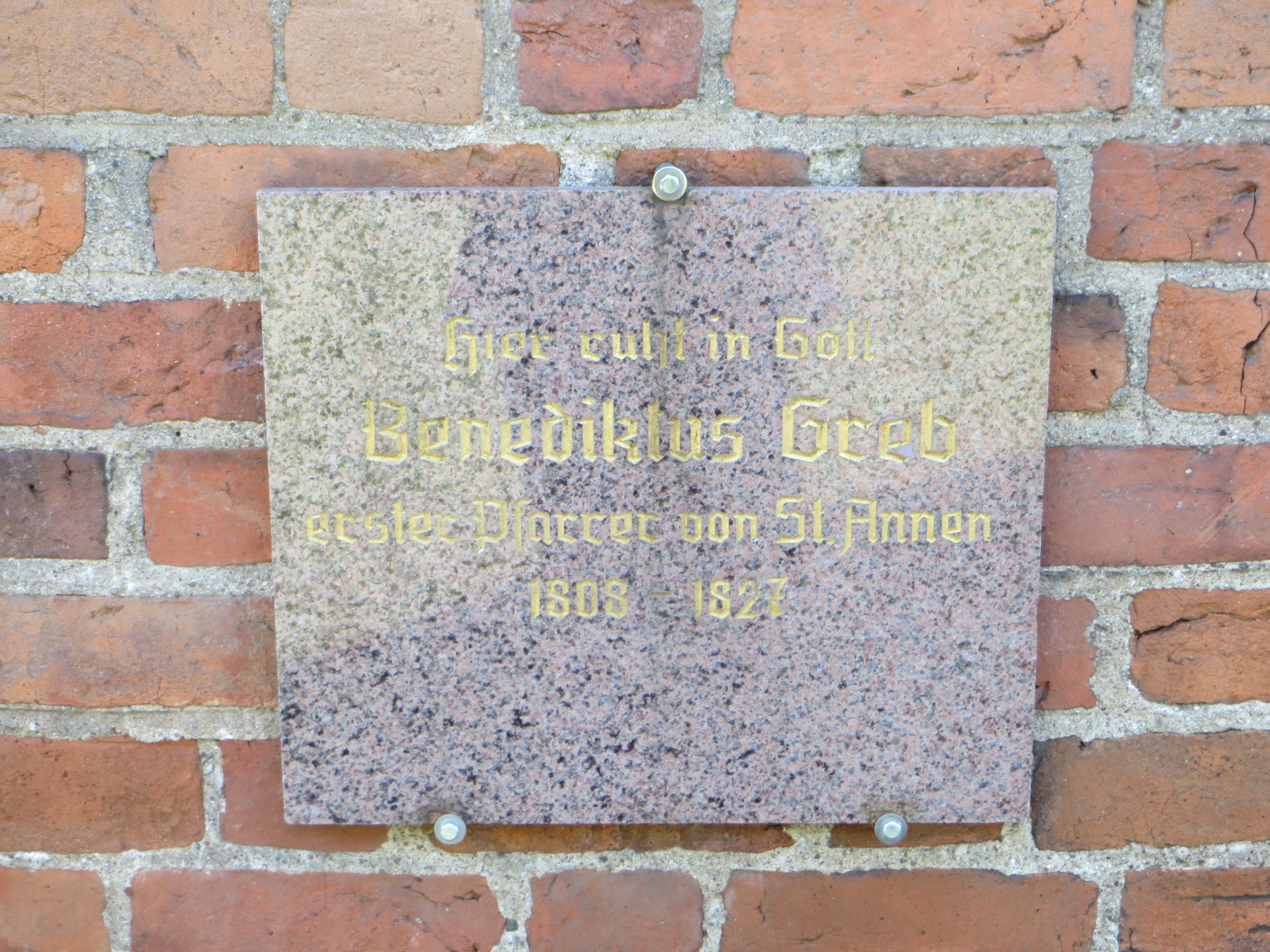
Grabstein des ersten Pfarrers